# にいがたNOW
にいがたNOW（にいがたナウ）は1983年4月4日から1988年4月1日までテレビ新潟で放送された平日夕方ローカルニュース番組である。初期のタイトルは美樹・駒形の新潟NOWであり、1987年10月12日からのタイトルはNNNにいがたNOWでもあった。

## キャスター
- 駒形正明
- 小林美樹（ - 1984年3月）
- 織田めぐみ